# Tên miền cấp cao nhất

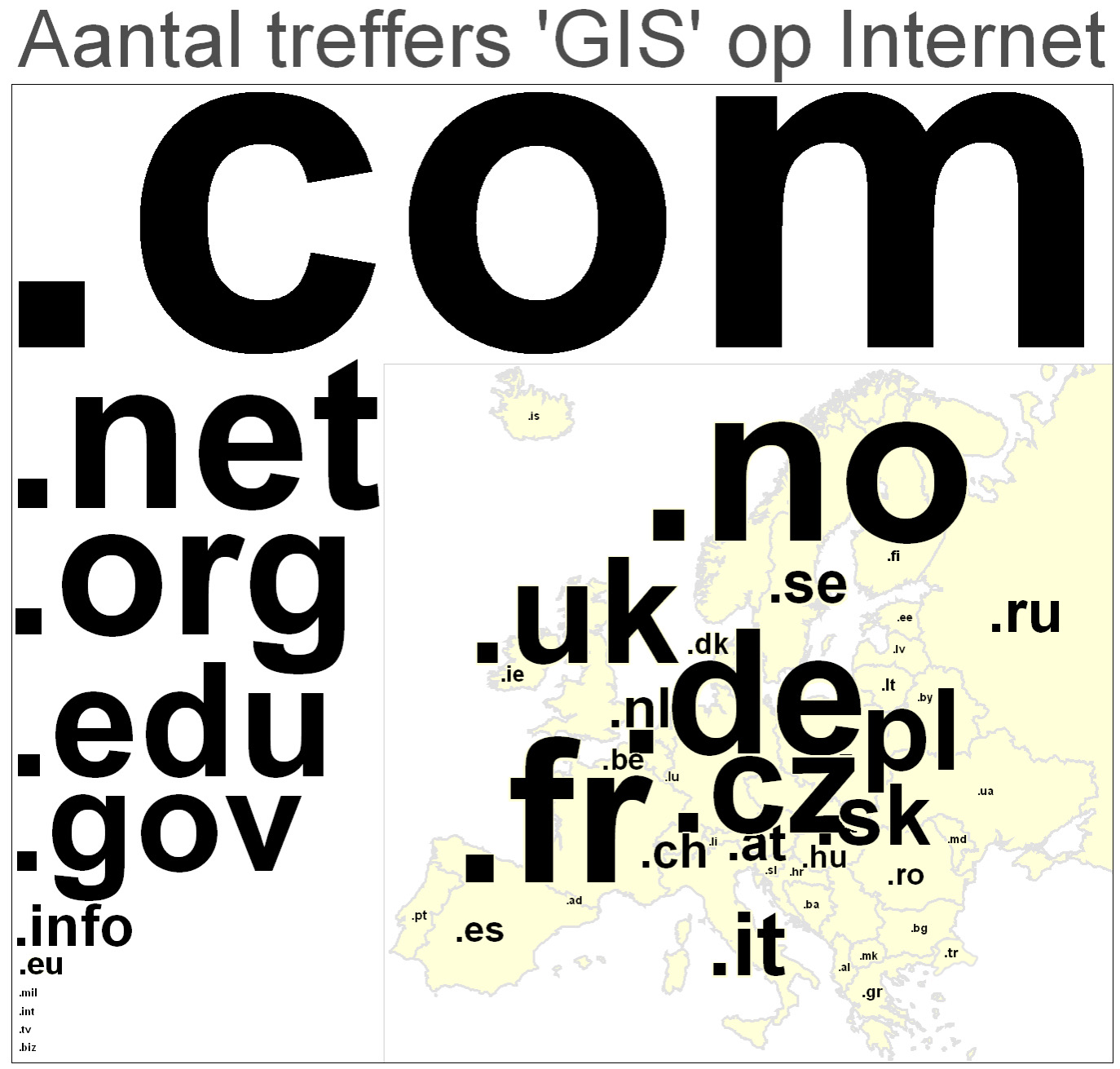
Số kết quả 'GIS' trên internet. (Số lượng kết quả 'GIS' qua Google được hiển thị cho tất cả các tên miền cấp cao chung (bên trái) và tên miền cấp cao chung châu Âu (bên phải trong bản đồ). Kích thước văn bản của mỗi tên miền tăng tỉ lệ với số kết quả. Nguồn: Google ngày 30-1-2008. Chỉ có Pháp không đếm 'GIS' mà là SIG, bản dịch tiếng Pháp của GIS. Lưu ý đến số lượng kết quả lớn đột ngột ở Cộng hòa Séc, Slovakia, Ba Lan và Na Uy. Có thể là các trang web gương (mirrorsites) là nguyên nhân, hoặc có thể có sự đếm trùng kết quả. Số lượng kết quả GIS mà không liên quan đến hệ thống thông tin địa lý có thể làm mờ mắt tỷ lệ, tuy nhiên, một cái nhìn nhanh chóng qua các kết quả không thấy xác nhận điều này.

Tên miền cấp cao nhất (tiếng Anh: Top-level Domain - TLD) là phần cuối cùng của một tên miền Internet; hay nói cách khác, nó là những chữ đi sau dấu chấm cuối cùng của một tên miền. Ví dụ, trong tên miền www.example.com, tên miền cấp cao nhất là com (hoặc COM, vì tên miền không phân biệt dạng chữ).
Tổ chức cấp phát số hiệu Internet (Internet Assigned Numbers Authority - IANA) hiện chia tên miền cấp cao nhất thành ba loại:
- tên miền quốc gia cấp cao nhất (ccTLD): Được sử dụng bởi một quốc gia hoặc lãnh thổ phụ thuộc. Nó có hai ký tự, ví dụ .vn cho Việt Nam.
- tên miền cấp cao nhất dùng chung (gTLD): Về mặt lý thuyết, được sử dụng bởi một kiểu tổ chức nào đó (ví dụ, .com cho những tổ chức thương mại). Nó có ba ký tự trở lên. Phần lớn các tên miền dùng chung có thể được dùng trên toàn thế giới, nhưng vì những lý do lịch sử tên miền .mil (quân đội - military) và .gov (chính phủ - government) bị giới hạn chỉ được dùng cho các cơ quan tương ứng của Hoa Kỳ. Tên miền dùng chung được chia nhỏ thành các tên miền cấp cao nhất có tài trợ (sTLD), như.aero,.coop và.museum, và tên miền cấp cao nhất không có tài trợ (uTLD), như .biz, .info, .name và .pro.
- tên miền cấp cao nhất hạ tầng (iTLD): Tên miền cấo cao nhất .arpa là tên miền duy nhất được xác định thuộc loại này..root cũng có tồn tại nhưng không biết lý do.

Danh sách đầy đủ của các TLD đang tồn tại có thể được xem tại danh sách các tên miền Internet cấp cao nhất. Từ đây về sau có thể dùng chữ Tên miền với ý nghĩa là tên miền cấp cao nhất.

## Các tên miền trước đây
Tên miền .nato đã được NIC thêm vào cuối thập niên 1980 để dùng cho NATO. NATO cho rằng không có tên miền nào hiện có thể phản ánh đúng vị trí một tổ chức quốc tế. Tuy nhiên, ngay sau khi bổ sung, NIC đã tạo ra tên miền .int để dùng cho các tổ chức quốc tế, và thuyết phục NATO sử dụng nato.int để thay thế. Tuy nhiên, tên miền nato, mặc dù không còn sử dụng, vẫn không bị xóa đi cho đến tháng 7 năm 1996.
Những tên miền thuộc về lịch sử còn có .cs cho Tiệp Khắc và .zr cho Zaire. Ngược lại, tên miền .su vẫn còn hoạt động mặc dù quốc gia Liên Xô mà nó đại diện ngày nay không còn tồn tại.

## Tên miền ảo
Trước đây Internet chỉ là một trong nhiều mạng máy tính diện rộng. Những máy tính không kết nối vào Internet, nhưng kết nối với những mạng khác như BITNET, CSNET hay UUCP, nói chung có thể trao đổi email với Internet thông qua cổng e-mail. Khi được dùng trên Internet, những địa chỉ của những mạng này thường được đặt dưới một tên miền ảo như bitnet, csnet và uucp; tuy nhiên những tên miền ảo này đã được hiện thực ở các cấu hình máy chủ mail như sendmail.cf, không phải là tên miền cấp cao thực sự và không tồn tại trong DNS.
Phần lớn những mạng này tồn tại trong một thời gian dài, và mặc dù UUCP vẫn còn được sử dụng nhiều ở một số nơi trên thế giới mà cơ sở hạ tầng Internet chưa được thiết lập tốt, nó cũng đã chuyển sang sử dụng tên miền Internet, vì thế các tên miền ảo chỉ còn được nhắc đến như kỷ niệm.
Mạng nặc danh Tor có một tên miền ảo onion, chỉ có thể được truy cập bằng chương trình Tor vì nó sử dụng giao thức Tor (onion routing) để đến được dịch vụ ẩn với mục đích bảo vệ tính nặc danh của tên miền.
.local cũng đáng được đề cập vì nó là yêu cầu bắt buộc của giao thức Zeroconf. Nó cũng được nhiều tổ chức sử dụng nội bộ, điều này sẽ trở thành một vấn đề khi Zeroconf trở nên phổ biến. Cả .site và .internal đã được khuyến cáo để dùng cho cá nhân, nhưng chưa có sự nhất trí về vấn đề này.

## Các tên miền dự trữ
RFC 2606 dự trữ bốn tên miền cấp cao nhất sau cho những mục đích khác nhau, với ý định những tên miền này không nên trở thành những tên miền thật sự trong DNS toàn cầu:
- example — dự trữ để dùng trong các ví dụ
- invalid — dự trữ để dùng trong những tên miền sai một cách rõ ràng
- localhost — dự trữ để tránh xung đột với cách dùng truyền thống của localhost
- test — dự trữ để sử dụng trong thử nghiệm

## Những tên miền trong những gốc thay thế
Gốc DNS thay thế có một tập tên miền cấp cao nhất riêng. Xem bài viết về nó để biết thêm chi tiết. Có lúc các plugin của trình duyệt đã được phát triển để cho phép tiếp cận vào một vài tập tên miền "thay thế" khi các gốc DNS thông thường không sử dụng được nữa.